# Salvaterra de Miño
Pour les articles homonymes, voir Salvaterra.
Salvaterra de Miño est une commune de Galice (Espagne), appartenant à la comarque O Condado de la province de Pontevedra

## Localisation
Salvaterra de Miño est une ville frontalière de l’Espagne (province de Pontevedra) et du Portugal, elle se trouve à la confluence de la rivière Tea et du fleuve Miño. Elle a pour frontières naturelles la chaîne de Paradanta, et l'agglomération d’As Neves, à l’est ; au nord elle est bordée par les communes de Mondariz et Ponteareas ; au sud par le fleuve Miño, qui marque la frontière avec le Portugal (Monção) . À l'ouest, la ville est séparée de Salceda de Caselas et de la paroisse de Caldelas de Tui, dépendant de la commune de Tui(province de Pontevedra) par un ruisseau, le Caselas.

## Histoire
Le 8 mai 1704, durant la guerre de Succession d'Espagne, défendue par une garnison de 600 hommes, la ville se rend au roi d'Espagne, Philippe V, après 2 jours de siège.

## Division administrative
La commune est divisée en 17 paroisses : Alxén (San Paio), Arantei (San Pedro), Cabreira (San Miguel), Corzáns (San Miguel), Fiolledo (San Paio), Fornelos (San Xoán), Leirado (San Salvador), Lira (San Simón), Lourido (Santo André), Meder (Santo Adrián), Oleiros (Santa María), Pesqueiras (Santa Mariña), Porto (San Paulo), Salvaterra (San Lourenzo), Soutolobre (Santa Comba), Uma (Santo André), et Vilacova (San Xoán).